# John Pitcairn
 (décembre 2023).
Si vous disposez d'ouvrages ou d'articles de référence ou si vous connaissez des sites web de qualité traitant du thème abordé ici, merci de compléter l'article en donnant les références utiles à sa vérifiabilité et en les liant à la section « Notes et références ».
John Pitcairn, né le 28 décembre 1722 et mort le 17 juin 1775, était un major britannique qui a été placé à Boston, dans le Massachusetts au début de la Révolution américaine.
Pitcairn est né fin décembre 1722 à Dysart, une ville de la région du Fife, en Écosse. Il est le fils du révérend Pitcairn David et de Katherine (née Hamilton). Son père descendait de la famille écossaise des Pitcairn.
Entrant dans les Royal Marines, il est nommé lieutenant en 1746. Il sert au Canada pendant la guerre de la Conquête en tant que capitaine, et est promu commandant en 1771. Il arrive à Boston en 1774, et est l'un des loyalistes qui attaqua les villages de Lexington et Concord dans la bataille éponyme. Il est mortellement blessé par une balle de mousquet tiré par Peter Salem durant la bataille de Bunker Hill le 17 juin 1775.